# 鄭泰 (東漢)
鄭泰（150年？—190年？），字公業，河南開封人。東漢名儒鄭眾的曾孫，東漢官員，官至揚州刺史。鄭泰曾與荀攸等人合謀刺殺董卓但失敗。

## 生平
鄭泰年輕時已有才略，漢靈帝在位末年時，鄭泰已經知道天下將會大亂，因而暗中結交豪傑，家境富裕而且有四百頃田地仍常常不夠食糧，卻名聞山東。
後來鄭泰獲舉孝廉，由三府辟命並由公车徵召，但鄭泰不應命。中平六年（189年），漢靈帝死，漢少帝劉辯繼位，並由大將軍何進輔政，何進任命鄭泰為尚書侍郎，遷待御史。同時何進密謀誅除宦官，打算召并州牧董卓入京協助。鄭泰因而對何進說：「董卓強暴殘忍，有無窮野心，若倚重他做朝政大事，將會放任他的凶暴和野心，必定會危害朝廷。你是皇帝的外戚，有輔政大權，應當堅持由自己決斷，誅除有罪的人，實在不適合以董卓作為援助。而且事情拖久了就會生變，竇武的事正是前車之鑒。」但何進不接受鄭泰的進言，仍請董卓入京，鄭泰於是棄官離去。後來亦和荀攸說：「何進不易輔助呀。」
同年，宦官知道何進的圖謀，於是將何進殺死，而及後董卓入京果然作亂，執掌朝政更廢立皇帝。鄭泰和城門校尉伍瓊、董卓長史何顒和尚書周毖被董卓任命去選拔天下名士為官。後鄭泰與伍瓊、何顒等勸董卓讓袁紹擔任渤海太守，用以籠絡他，但其實是想扶植袁紹作反董卓力量的源頭。
初平元年（190年）正月，袁紹自號車騎將軍，作為關東聯軍的盟主並起兵討伐董卓，董卓即與眾大臣會議，打算領兵對抗討伐軍。當時眾臣都不敢反對，而鄭泰擔心董卓軍隊兵多，強悍難制，於是出言反對出兵，董卓不悅，鄭泰於是再解釋反對出兵的原因實在是關東諸將根本無必要勞動大軍對付，並指出十點，包括人民安逸已久，已無戰意；董卓熟悉軍事，名振當時，足以令人懾服和關東諸將全都不是軍旅之才，對陣根本不是董卓的對手等，勸說董卓不要出大軍。董卓聽從，於是讓鄭泰為將軍，統率諸軍對抗討伐軍。及後有人向董卓說鄭泰智略過人，其實暗中與敵人合謀，給他兵馬就是讓他交給其同黨。董卓於是收回鄭泰兵權，改拜議郎。
其後，董卓見關東討伐軍兵多，感到恐懼，於是決心遷都，於三月正式將都城遷至長安。而當時天下大亂，又有飢荒，士大夫很多都不能生活，而因鄭泰有錢，每日都舉行聚會，藉此救濟了很多人。後鄭泰與荀攸和何顒等合謀暗殺董卓，但秘密洩漏，鄭泰從武關逃離長安，投奔後將軍袁術，袁術則上表鄭泰為揚州刺史。鄭泰於上任的路上去世，享年四十一歲。

## 家庭

### 弟
- 鄭渾，初投袁術，後轉投曹操，東漢官至京兆尹；曹魏時曾任魏郡太守、將作大匠等職。

### 子
- 鄭袤，鄭泰幼子，曾在東漢、曹魏和西晉三朝任官，最終在西晉官至司空。

## 延伸阅读
[在维基数据编辑]
 《後漢書·卷70》，出自范晔《後漢書》